# Техрик-е Нафаз-е Шариат-е Мохаммади
Техрик-е Нафаз-е Шариат-е Мохаммади (сокр. ТНШМ, урду تحریک نفاذ شریعت محمدی‎, англ. Movement for the Enforcement of Islamic Law) — вооруженная повстанческая группировка исламистского толка, действующая на территории Пакистана. Основана в 1992 году Суфием Мохаммадом. Заявленной целью организации является установление в стране законов шариата. Выступает в поддержку движения талибов в Афганистане.
Признана террористической организацией и запрещена пакистанскими властями в 2002 году. В настоящее время характеризуется как наиболее опасная религиозная группировка в стране.

## Участие в конфликтах
- Война в Афганистане (с 2001 года) — на стороне талибов
- Конфликт в Вазиристане — на стороне повстанцев